# Moderne Richting
De Moderne Richting is een groep van straftheorie binnen het strafrecht, die straf ziet als een middel waarbij niet (alleen) de vergelding centraal staat, maar ook andere doelen mee moeten worden gediend. Dit in tegenstelling tot de klassieke theorieën, waarbij vooral van vergelding werd uitgegaan (een oog om een oog en een tand om een tand).
De theorie was een uitvloeisel van het toegenomen begrip van psychologie en criminologie in de 19e eeuw. De mens an sich bleek niet slecht te zijn, maar werd hier door omgevingsfactoren vaak toe aangezet. Gevangenisstraffen maakten dit vaak nog erger: de ex-gedetineerde kon geen werk meer vinden en kon dus niet anders dan terugkeren naar de criminaliteit, en in de gevangenis deed hij criminele contacten op. Met andere woorden: de gedetineerde was vaak al opgegroeid in een slechte omgeving, en de gevangenis was dat eveneens. Een positieve omgeving zou de mens daarentegen kunnen doen terugkeren tot goede daden, en in het ideale geval transformeren tot een oppassende hardwerkende burger.
Een van de eerste primitieve uitvloeisels van de Moderne Richting was het Pennsylvania-celsysteem. Men meende dat een mens in eenzame opsluiting onttrokken zou zijn aan slechte invloeden van buiten, en door bidden tot God met zichzelf in het reine zou komen. Dit leidde tot een grote toename in het aantal krankzinnigen, maar was een beginnetje. Later hebben verschillende hoogleraren meer concrete doelen gesteld:
Speciaal preventieve werkingDe dader moet dergelijk gedrag worden "afgeleerd". Dit betreft niet alleen de corrigerende werking van de straf zelf, maar ook de dader trachten te leren hoe hij in de maatschappij kan functioneren zonder delicten te plegen.
Generaal preventieve werkingEen voorbeeld moet worden gesteld, zodat anderen wel drie keer zullen nadenken voor ze hetzelfde gedrag vertonen.
ConflictoplossingHoewel strafrecht gezien wordt als vergelding van de overheid namens het slachtoffer jegens de dader, krijgt het slachtoffer zelf ook meer een stem. Het slachtoffer moet derhalve genoegdoening krijgen. Dit kan schadevergoeding zijn, maar in sommige landen bestaat ook een mogelijkheid tot mediation. Ook heeft het slachtoffer vaak een spreekrecht ter zitting, en kan hij of een andere belanghebbende middels een speciale procedure het OM dwingen een zaak te vervolgen indien dit hier niet aan wil beginnen.
Bevrediging van het rechtvaardigingsgevoelAndere burgers zien dat de dader gestraft wordt, en dat hun rechtsstaat tegen dit gedrag durft op te treden. Ze zullen dus rustig slapen.
Bescherming van de maatschappijEen tot inkeer gekomen, gedetineerde of geexecuteerde misdadiger pleegt geen misdaden meer en is derhalve geen gevaar.
De Moderne Richting lijkt op het eerste gezicht verlicht, maar bevat ook elementen die door totalitaire regimes zijn misbruikt. Zo komt ook het communistische "heropvoedingskamp" uit de koker van de Moderne Richting, terwijl de preventieve werking kan doorslaan in staatsterreur.
De Moderne Richting heeft ook in Nederland invloed gehad, hoewel men in het algemeen ook vindt dat straf primair vergelding moet blijven. Dit leidt tot de verenigingstheorie, waarbij binnen het kader van vergelding ook andere doelen mogen worden nagestreefd. Dit betekent dat toch een aantal elementen van de Moderne Richting in Nederland in het strafrecht zijn geïmplementeerd. Dit zijn bijvoorbeeld de maatregelen die de rechter kan opleggen (onttrekking aan het verkeer, schadevergoeding), maar ook het vervolgingsbeleid van het OM (waarom wel of niet vervolgen) en het regime in gevangenissen.